# Cryptorhynchini
Tribu
Les Cryptorhynchini sont une tribu d'insectes coléoptères de la famille des curculionidés et de la sous-famille des Cryptorhynchinae. 

## Liste des sous-tribus
Cryptorhynchina - Mecistostylina - Tylodina